# Борис Томашевський
Бори́с Пі́нхасович Томаше́вський  (англ. Boris Thomashefsky; *1868, м. Тараща, Київської губернії — 1939, США) — американський актор, режисер, драматург та театральний діяч.

## Життєпис
Борис Томашевський народився в 1868 році в місті Таращі Київської губернії в єврейській родині. У 1881 році 12-річний Борис Томашевський переїхав до Нью-Йорку.
Володіючи гарним голосом, він підпрацьовував співом в синагозі на Генрі Стріт в нижньому Іст-Сайді. Протягом тижня він трудився на тютюновій фабриці, в цехах якої лунав спів його колег на їдиш, та отримував справжню насолоду від цих давніх пісень.
Борис жив мрією про створення єврейського театру в Америці. Один із його друзів, румун на прізвисько Голубок, мав двох братів-артистів у Європі, які мріяли переїхати до Америки. Томашевський переконав Франка Вульфа, господаря таверни на розі вулиць Хестер та Есекс, профінансувати їхній переїзд до Нью-Йорку. Брати переїхали прихопивши з собою ще чотирьох артистів. Вульф зняв в оренду зал на 4-му Авеню в Мангетені та оголосив про постановку оперети драматурга Абрама Гольдфадена «Чаклунка».
Постановка Бориса стала популярною. Однак знайшлись і противники цієї ідеї. Багато євреїв з німецької общини нічого й чути не хотіли про те, щоб говорити мовою зі сцени. Євреї верхньої частини міста просто скуповували квитки, а також вмовляли тих, що вже придбали квитки, не ходити на спектакль, пропонуючи на заміну пиво. Їм вдалося підкупити румунку, що була задіяна в спектаклі, яка в останню мить повідомила, що в неї болить горло. Бориса, з багатьма підкладками, як того вимагала жіноча роль, поставив на її заміну батько молодого актора Пінхас Томашевський. Так Борис зіграв свою першу роль в першому їдишському театрі в Америці. Так розпочалася його театральна кар'єра.
Згодом Томашевський поставив нову п'єсу Гольдфадена «Шмендрик та фанатик», а саме слово «шмендрик» згодом стало в словнику американців синонімом невдахи.
Томашевський був першим в Америці хто ставив театральні п'єси мовою їдиш. Він ставив п'єси Гольдфадена в Філадельфії, Вашингтоні, Балтиморі, Піттсцбурзі, Бостоні та Чикаго. Після того як єврейські театри були заборонені в Росії, трупа Томашевського поповнилася такими видатними акторами як Зиґмунд Магулеско, Давид Кеслер, та Яків Адлер, репертуар поповнився творами таких драматургів як Моше ха-Леві Хорович.
У 1887 році трупа Томашевського грала в Балтиморі, і 14-річна Бетсі Баумфельд-Кауфман зуміла дістати квитки на виставу. Молоденька Бетсі була зовсім зачарована грою головної героїні п'єси і пробралася за куліси, щоб зустрітися з чудовою потворою, яка виявилася зовсім не дівчиною, а Борисом Томашевським. Трохи згодом Бетсі втекла з дому та приєдналася до трупи, а в 1891 році вийшла заміж за Бориса та почала грати всі жіночі ролі, які до того часу грав її чоловік. Вона стверджувала, що оволодіти таємницею жіночого кокетства вона змогла, спостерігаючи за грою Бориса.
У 1891 році Моше Фінкель забрав ще маловідомого тоді Томашевського, а разом із ним і Могулеско, Кеслера та Адлера, назад до Нью-Йорку. Томашевський наробив такого фурору в Національному театрі своєю постановкою п'єси Моше ха-Леві Хоровича «Давид бен Йесе», що керівництво театру змушене було зробити зміні в розкладі показів і організувати додаткові спектаклі Томашевського, щоб задовольнити потреби охочих потрапити на спектакль.
З 1890 по 1940 роки в районах нижнього Іст-Сайда, в Бронксі та Брукліні з'явилось багато театрів, що грали на їдиш. Ще було близько 200 труп, що гастролювали з міста в місто. В основному ставилися п'єси на теми конфліктів між єврейськими батьками та дітьми, які народилися в Америці, тобто представниками нового та старого поколінь, а також про непрості відносини між хасидами та «освіченими» євреями Європи та Америки.
Борис разом із зірковим складом свого театру ставив «Гамлета», п'єса йшла під назвою «Дер йешиве бохер». Серед інших відомих постанов були «Хатинка дядечка Тома», п'єса Гете «Фауст», та вагнерівський «Парсеваль».
Борис та Бетсі Томашевські мали сина на ім'я Тед який працював помічником режисера. Син Бориса користувався скороченою формою прізвища Томашевський і звався Тед Томаш. Син Теда Томаша став відомим диригентом Михайлом Тільсоном Томашем (Michael Tilson Thomas).
У 1910 році Томашевський володів 12-кімнатним будинком на Бедфордському авеню (Bedford Avenue) в Брукліні, будинком із верандою біля моря, 20 акрів (81 000 квадратних метрів) в Хантері (Hunter) Нью-Йорк, це був так званий райський сад Томашевських, який містив також театральну площадку на відкритому повітрі.

У 1922 році Моше Лейб-Гальперн у своїй басні, котра ніби підсумовує роль їдишського театру в Америці, писав про театр Томашевського:
Жив один простий чоловік, котрий, коли йому хотілося поплакати, ходив в синагогу, а коли хотілося повеселитися, ходив до публічного дому. Але якось, коли йому одночасно захотілося поплакати та посміятися, пішов до театру, який зумів об’єднати в одне синагогу та бордель.
Борис Томашевський помер в 1939 році. Він похований поруч зі своєю дружиною на кладовищі Маунт-Геброн у тій його частині, де поховані інші єврейські театрали.